# 太田葉子
太田 葉子（おおた ようこ、 - ）は、日本のファッションモデル。ダイエットアドバイザー。

## 略歴
東京育ち。最高体重約80kg。一念発起して開始したダイエットで様々な独自手法を生み出し－35kgの減量に成功。日本大学法学部のミスフェニックスコンテスト2011でグランプリに選ばれ、2011年、CanCam専属読者モデルとなる。その後驚愕のダイエット経験が目に留まり、各種雑誌やバラエティー番組で「ダイエット成功者」として活躍している。
現在はファッションモデルとしての活動のほか、自身が痩せた経験をもとにオリジナルのダイエットメソッドを世の女性の美と健康のために発信している。

## 人物
- ダイエット検定1級
- 健康管理能力検定3級
- 食生活アドバイザー
- 特技は英会話（TOEIC 800）
- 趣味は海外一人旅。

## 出演

### TV
- ガチガセ（日本テレビ、2012年5月11日）[4]
- 出没!アド街ック天国（テレビ東京、2012年6月23日）[5]
- ドクモカフェTV（東京MX、レギュラー）
- 関ジャニの仕分け∞（テレビ朝日）
- スクール革命!（日本テレビ、 2013年2月17日）[6]
- バイキング（フジテレビ、2014年4月25日）[7]
- 笑い飯女子脳研究所（関西テレビ、レギュラー）[8]
- 解決!ナイナイアンサー（日本テレビ、2015年12月29日）[9]
- 巷のリアルTV カミングアウト!（フジテレビ、2016年2月12日）[10]
- 直撃!コロシアム!! ズバッと!TV（TBSテレビ、2016年5月2日、6月20日）[11]
- ザキ山小屋（朝日放送テレビ、2017年10月～2018年10月）[2]
- 今夜はナゾトレ（フジテレビ、2018年10月2日）
- キキコミ！（TBSテレビ、2019年2月2日）
- FNS番組対抗オールスター春の祭典目利き王決定戦（フジテレビ、2019年4月1日）

### 雑誌
- CanCam（2011年 - 2012年、専属読者モデル）
- Ray
- ar
- mina
- SEDA
- CLASSY.
- 大人の愛されヘアカタログ
- マイベストヘアカタログ
- ブライダルヘアカタログ
- CYAN×UNIX大人のためのヘア&ビューティーSTYLE BOOK（表紙）

### WEB
- iLUMINE（通販サイトモデル）
- WORLD×FLAXUS（株式会社WORLD）
- PAL CLOSET（オンラインストアモデル）
- SUGAR MATRIX（オンラインストアモデル）

### ファッションショー
- 関西コレクション（2014S/S）

### CM
- Chatwork
- 日産自動車（2013年、80周年記念広告）
- アクアシャボン
- エースコンタクト
- scroll（通販サイト）
- ポケットドルツ×マキアージュ（Panasonic Beauty）

### GR
- ジュジュ化粧品
- VO5（サンスター）
- 洋服の青山リリースノート（2015 , 2016）
- テクニアート（ロレアルパリ）[12]